# Peaky Blinders (groupe criminel)
Pour les articles homonymes, voir Peaky Blinders.
Les Peaky Blinders étaient un gang criminel basé à Birmingham en Angleterre, entre la fin du XIXe siècle et, dans une moindre mesure, le début du XXe siècle. Des historiens[Qui ?] avancent qu'il s'agit plutôt soit du terme générique pour une mafia, soit d’une sous-culture de la jeunesse pauvre de Birmingham.

## Origines

### Cheapside Sloggers
Dans les années 1870, dans les faubourgs pauvres et surpeuplés de Birmingham, certaines personnes n'hésitent pas à s'engager dans des actions illégales pour s'enrichir. Ainsi, bien avant que les Peaky Blinders ne voient le jour, un gang de hors-la-loi sévit déjà : le Cheapside Slogging Gang, également appelé Cheapside Sloggers (« les Racailles de Cheapside »). Ce groupe très actif, mené par John Adrian, fait régner la terreur et le racket dans les rues des quartiers de Small Heath (en) ou de Cheapside. En 1872, le journal local, le Birmingham Mail, rapporte comment « 400 durs-à-cuire ont apporté la violence sans discrimination dans le quartier de Cheapside en attaquant et volant ».
C'est ainsi que, la notoriété croissante des Cheapside Sloggers aidant, certaines bandes rivales émergent.

### Peaky Blinders
Selon l'historien britannique Carl Chinn (en), la première mention du nom de Peaky Blinders en tant que groupe criminel est faite le 9 avril 1890 dans un journal local de Birmingham. À la suite d'une altercation entre une bande de jeunes et un habitant de Small Heath, laissant ce dernier avec de sérieuses blessures, la lettre d'un lecteur raconte que « l'assaut meurtrier » fut perpétré par les membres des « Peaky Blinders de Small Heath ». De plus, la bande était principalement composée de malfaiteurs Irlandais.

Certains auteurs avancent qu'il vient du fait que ses membres fixaient des lames de rasoirs à la visière de leurs casquettes, se servant de celles-ci comme armes. Ainsi selon David Cross, du musée de la West Midlands Police (en), « quand ils frappaient le nez de quelqu'un avec leur casquettes, par réaction les yeux de leur victime pleuraient et rendaient cette dernière temporairement aveugle ; ainsi ils pouvaient vous cogner et vous voler plus aisément ». Ce postulat est repris en 2013 dans la série télévisée homonyme mais le vrai gang, lui, est déjà actif et connu près de vingt ans avant que les lames de rasoir jetables ne soient mises sur le marché britannique.
Carl Chinn explique que le terme « peaky » vient plus probablement du port d'un type de casquette à visière dénommée peaked hat, en vogue à l'époque, comme l'évoque un article paru le 31 juillet 1919 dans le journal écossais Evening Telegraph.
Une proposition étymologique alternative se base à la fois sur le type de casquette caractéristique et sur l'aspect vestimentaire soigné du gang : « blinder » faisant référence, dans l'argot local de Birmingham, à une personne particulièrement élégante.

## Activités
Les activités des Peaky Blinders étaient nombreuses et variées. Cela allait du simple trouble à l'ordre publicau vol avec violence. Selon David Cross : « Ils ciblaient les personnes qui avaient l'air vulnérable, cela pouvait aller des simples gentlemen sur le chemin de leur travail et qui n'avaient pas l'air trop fort ou bien portant aux prostitués, n'importe qui. Ils prenaient tout ce qui pouvait être échangé contre des sous ».
Certains membres menaient aussi des activités plus organisées ou plus violentes telles que des paris illégaux, du racket, du marché noir ou encore des courses de chevaux illégales.

## Membres
Le nombre exact des membres formant les Peaky Blinders n'est pas connu. Mais les archives de la police des Midlands de l'Ouest, datant de 1905, ont été redécouvertes, permettant ainsi de faire la lumière sur certains noms connus des services.
- Harry Fowler, né en 1885 – signe distinctif : cicatrice arrondie sur la joue gauche ;
- Ernest Bayles, né en 1885 – signe distinctif : grain de beauté sur la joue droite près du nez ;
- Stephen McHickie, né en 1879 – signes distinctifs : tatouages de femme sur les deux bras ;
- Thomas Gilbert, né en 1866 - signes distinctifs : doigts manquants, marque sur son genou droit.

D'autres individus beaucoup plus jeunes, tous membres du groupe, furent aussi arrêtés cette même année :
- David Taylor, arrêté à l'âge de 13 ans pour possession d'armes ;
- Charles Lambourne, arrêté à l’âge de 12 ans pour raison inconnue.

## Galerie

Photos d'identité judiciaire
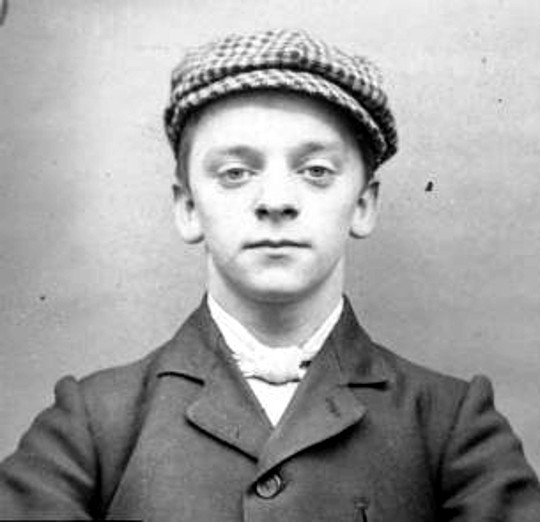
Harry Fowler
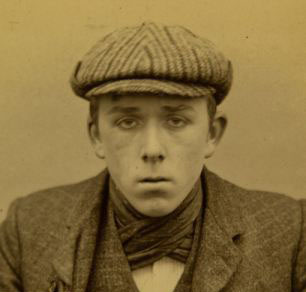
Ernest Bayles
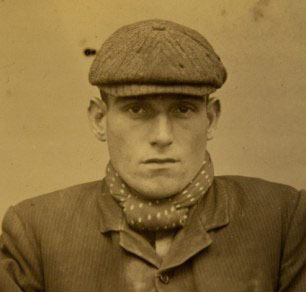
Stephen McHickie
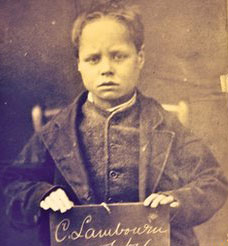
Charles Lambourne